# Prosodion
Prosodion, prozodion (gr. προσοδιον) – jeden z gatunków melicznych w starożytnej Grecji, pieśń błagalna lub dziękczynna skierowana do bogów. Śpiewana była przez chór przy akompaniamencie aulosu, przy okazji procesji do świątyń bądź ołtarzy, stanowiąc wstęp do uroczystości.